# Мевлана (квартал в Газиосманпаша)
„Мевлана“ (на турски: Mevlana) е квартал на Истанбул, разположен в околия Газиосманпаша. Общата му площ е 0,98 км2. Според данни на Адресната система за регистриране на населението (ABPRS) към 2023 г. населението на „Мевлана“ е 23 380 жители.